# Air Force One Is Down
Air Force One Is Down ist ein zweiteiliger US-amerikanisch-britisch-luxemburgischer Fernsehfilm aus dem Jahr 2012.

## Handlung
Captain Fergus Markey von den UN-Friedenstruppen gelingt es, den serbischen Kriegsverbrecher Arkadi Dragutin zu verhaften. Dieser wird vor dem Internationalen Strafgerichtshof in Den Haag zu einer lebenslangen Haftstrafe ohne Bewährung verurteilt. Nach dem Urteilsspruch droht er noch im Gerichtssaal, Europa „das Herz herauszureißen“. Trotz Kontaktsperre kann Dragutin jedoch aus dem niederländischen Hochsicherheitsgefängnis mit seinem Stellvertreter Milos Petrovic kommunizieren, der ihm mitteilt, alles „laufe nach Plan“.
Nach der Verurteilung Dragutins kündigt die amerikanische Präsidentin Harriet Rowntree eine Reise nach Serbien an, um mit der dortigen Regierung über den NATO-Beitritt Serbiens zu verhandeln. Auf einem Empfang in der russischen Botschaft in London äußert sich der russische Verteidigungsminister Dimitri Kozinski dahingehend, dass Serbien als souveräner Staat selbstverständlich in die NATO eintreten dürfe. Der Mitarbeiter des britischen Außenministeriums Steven Featherstone flirtet mit der amerikanischen Journalistin Francesca Romeroh, bevor er von Irena Burak, einer russischen FSB-Agentin aus dem Umfeld von Kozinski kontaktiert wird, mit der er offensichtlich ein Verhältnis hat. Diese teilt ihm mit, dass Kozinski vom russischen Inlandsgeheimdienst FSB wegen seiner pro-westlichen Haltung im Zuge eines Staatsstreichs eliminiert werden soll. Sie vermutet, dass Kozinskis Assistent Alexej Medev der Drahtzieher ist und bittet Featherstone, Kozinski zu warnen. Als die beiden die Botschaft verlassen wollen, werden sie angegriffen. Featherstone wird niedergeschlagen und Irena Burak entführt. Featherstone gibt die Nachricht an Kozinski weiter und Medev wird versetzt. Im britischen Außenministerium wird Featherstone von seiner Chefin Gillian Barry darüber informiert, dass Medev ein britischer Maulwurf war, und dass er durch sein unautorisiertes Eingreifen eine langjährige Operation zunichtegemacht habe. Er wird deshalb in ein britisches Konsulat nach Serbien versetzt.
Petrovic entführt den Computerhacker John Mackenzie. Francesca Romeroh nimmt zum ersten Mal als Journalistin an einer Reise in der Air Force One teil. Petrovic gelingt es, von einer Burgruine in Serbien mithilfe des entführten Superhackers Mackenzie in das System der Air Force One einzudringen und einen Druckverlust in der Kabine zu simulieren, so dass alle in der Maschine die Sauerstoffmasken anlegen und durch mit Narkosegas versetzten Sauerstoff bewusstlos werden. Lediglich Romeroh bleibt wach, da sie im entscheidenden Moment unter dem Sitz nach ihrem heruntergefallenen Handy suchte. Petrovic lässt die Maschine ferngesteuert landen und die Präsidentin und Romeroh, die von seinen Leuten entdeckt wurde, aus der Maschine bringen. Anschließend lässt er die Maschine wieder starten und über der Adria abstürzen, was keiner der Insassen überlebt.
In einer serbischen Kleinstadt versucht Captain Markey zusammen mit fünf serbischen Polizisten, Petrovic zu verhaften. Das Haus, in dem Petrovic vermutet wird, erweist sich jedoch als Falle und die serbischen Polizisten als Anhänger Petrovics. Es gelingt Markey jedoch, der Falle zu entgehen und die Serben bis auf einen auszuschalten, den er mit der Nachricht, er sei ihm auf den Fersen, zu Petrovic zurückschickt. Anschließend begibt sich Markey zum nächsten britischen Konsulat, wo er auf Featherstone trifft. Sie werden von einem Scharfschützen angegriffen. Es stellt sich überraschenderweise heraus, dass der Angriff Featherstone galt. Mit dem Auto und Navi des Scharfschützen kommen so zu dem Landeplatz, wo sie Landung und Start von Air Force One beobachten. Sie folgen den Entführern zu der Burgruine, in der sich Petrovic eingenistet hat. Dort gibt Petrovic den Befehl, Romeroh zu erschießen. Diese kann jedoch den damit beauftragten Wladimir ausschalten und die Präsidentin befreien. Bei ihrer Flucht begegnen sie Markey und Featherstone. Bis auf Markey werden sie jedoch kurz darauf wieder gefangen genommen. Petrovic übermittelt dem Pentagon die Forderung nach der Freilassung von Dragutin, ansonsten werde die Präsidentin in 12 Stunden gefoltert und ermordet. Markey nimmt per Telefon mit Gillian Barry Kontakt auf, diese nimmt ihn jedoch nicht ernst und ein Gefolgsmann Dragutins unterbricht das Gespräch und nimmt Markey fest. Dragutin wird von amerikanischen Soldaten aus dem Gefängnis geholt und die Präsidentin wird aus der Burg gebracht. Romeroh befreit sich selbst und Featherstone. Die beiden fliehen mit einem Van. Dragutin wird derweil von den Amerikanern nach Serbien gebracht und dort freigelassen, einen implantierten Transponder schneidet er sich aus dem Unterarm und kann so nicht mehr geortet werden. Featherstone und Romeroh, in Wirklichkeit nicht Journalistin, sondern Agentin, folgen Petrovic, der die Präsidentin in eine Feldscheune bringt, die jedoch von den Verbrechern vermint wird, bevor diese den Schauplatz verlassen. Featherstone und Romeroh können das Minenfeld durchqueren und in die Hütte eindringen, ohne die Sprengfallen in der Hütte auszulösen. Die Präsidentin wird befreit, löst aber beim Rückweg das Minenfeld aus. Die Präsidentin ist bewusstlos und wird deshalb von Petrovics Leuten für tot zurückgelassen, als diese Featherstone und Romeroh wieder gefangen nehmen, und in der Folge von eintreffenden amerikanischen Navysoldaten geborgen. Dragutin hat inzwischen die Burgruine erreicht. Auch Markey wird herbeigebracht. Dragutin enthüllt, dass er Featherstone aus Gefälligkeit umbringen lassen wollte und enttarnt Romeroh als FSB-Agentin.
Featherstone und Romeroh werden in einen langsam mit Wasser volllaufenden Kerker eingeschlossen. Markey findet sich alleine im Wald wieder. Dragutin hat ihm seinen Transponder mit einem Kunststoffband um den Hals gebunden. Als die Amerikaner das Signal orten, starten sie – in der Meinung es handle sich um Dragutin – einen Marschflugkörper, der auf den Transponder eingestellt ist, um den Träger zu töten. Dragutin beobachtet, wie der Marschflugkörper in unmittelbarer Nähe des Transponders explodiert.
(Ende Teil 1)
Dragutin hackt eine russische Tu-160, übernimmt die Steuerung und entfernt die Piloten mittels des Schleudersitzes aus der Maschine. Markey, der durch einen Sprung in eine Felsspalte der Explosion des Marschflugkörpers entgangen war, kann Featherstone und Romeroh in letzter Sekunde aus dem schnell volllaufenden Kerker befreien. Die drei beobachten die anfliegende TU-160 und wollen Kozinski vor einem sich anbahnenden Staatsstreich warnen. Die TU-160 hat zwei Bomben mit erheblicher Sprengkraft an Bord. Die amerikanische Präsidentin erholt sich derweil in einem US-Militärkrankenhaus in Landshut. [Anm.: Es muss wohl heißen: Landstuhl (bei der US-Militärbasis Ramstein in der Pfalz/Deutschland), das größte US-Militärkrankenhaus außerhalb der Vereinigten Staaten.]
Markey, Featherstone und Romeroh überwältigen den Dragutin-Gefolgsmann, der Markey vorher festgenommen hatte. Romeroh informiert Kozinski, wobei auch ihr wahrer Name Nadia Sieri bekannt wird. Nadia teilt Kozinski ihren Verdacht mit, dass es einen Maulwurf im russischen Verteidigungsministerium gibt. Kurze Zeit nach dem Telefongespräch werden die drei von Dragutins Leuten aufgespürt, aber sie können die Verbrecher ausschalten. Da die Telefonleitung inzwischen unterbrochen wurden, ist nicht mit Unterstützung zu rechnen, so dass die drei sich entschließen, Dragutins Unterschlupf allein anzugreifen. Während Markey für Ablenkung sorgt, gelingt es Featherstone und Nadia mit Hilfe des Hackers Mackenzie, die Kontrolle über die inzwischen wieder gestartete TU-160 zu bekommen und sie über den Schweizer Alpen zum Absturz zu bringen. Vorher sendet Dragutin augenscheinlich aus dem Flugzeug eine Botschaft, dass er binnen zwei Stunden London bombardieren wolle. Petrovic tötet Mackenzie und nimmt Nadia, Featherstone und Markey gefangen. Er will sie erschießen, als die amerikanischen Navysoldaten eintreffen, Petrovic töten und die restlichen von Dragutins Männern verhaften.
Nadia wird im Kreml ein hoher Orden verliehen und sie wird von Kozinski nach Rom in Urlaub geschickt. Featherstone erhält von der Amerikanischen Präsidentin den Legion of Merit verliehen und wird von seiner Chefin nach Rom versetzt. Markey wird dagegen von der UNO lediglich entlassen.
Durch eine Bemerkung seines Chefs erkennt Markey, dass Dragutin seinen Tod nur vorgetäuscht hat und dass sein wirkliches Ziel nicht London, sondern der Vatikan in Rom ist, wo er mit einer der beiden Bomben aus der TU-160 die ganze Stadt auslöschen will. Er sucht Nadia und Featherstone in Rom auf und gemeinsam gelingt es ihnen, Dragutin aufzuspüren und die Fernauslösung der Bombe zu manipulieren, bevor Markey Dragutin den Zünder im Austausch gegen Nadia und Featherstone und das Versprechen einer einstündigen Frist, um die Stadt zu evakuieren, aushändigt. Dragutin bricht sein Wort und versucht, die Bombe zu zünden. Markey hat den Sender aber unbrauchbar gemacht, stattdessen mit Plastiksprengstoff präpariert und zündet ihn in dem Moment als Dragutin die Falle erkennt.
In Moskau wird Kozinski verhaftet, da Nadia beweisen kann, dass er mit Dragutin in Verbindung stand und Leiter der Verschwörung war mit dem Ziel, in Moskau an die Macht zu kommen. Ähnlich geht es in London mit Gillian Barry, die schon lange im Dienste Kozinskis stand.
Abschließend treffen sich Nadia, Featherstone und Markey in Rom. Die beiden flirten Nadia heftig an, diese spielt ihr mit einer Freundin aber eine lesbische Beziehung vor und lässt die beiden zurück.

## Rezension
„Angesichts holzschnittartiger Bösewichte machen die guten Darsteller immerhin das Beste aus ihrem Job. Im ersten Teil noch spannend, bremsen Wiederholungen und Nebenhandlungen die Action wieder aus. Rückblenden sollen Erklärungen nachliefern, zeigen aber eher dramaturgische Schwächen. Mit dem Roman von Alistair MacLean hat der Zweiteiler ohnehin nicht mehr viel gemein. Fazit: Schwächelt mit fortschreitender Länge“

„Verzwickter Actionthriller mit vielen Wendungen, die zumindest streckenweise von der Absurdität der Handlung ablenken. Störend sind die stereotyp gezeichneten Feindbilder und das dem behaupteten Aufwand widersprechende Fernsehbudget.“